# Источный (Амурская область)
Исто́чный — посёлок в Свободненском районе Амурской области, Россия. Входит в Москвитинский сельсовет.

## География
Посёлок Источный стоит на берегу озера Исток, вблизи правого берега реки Зея.
Расстояние до административного центра Москвитинского сельсовета села Москвитино (расположено на автотрассе Свободный — Благовещенск) — 4 км.
Расстояние до районного центра города Свободный (на север, через село Москвитино и пос. Подгорный) — около 30 км.

## Население
| 2002 | 2010 | 2012 | 2013 | 2014 | 2015 | 2016 |
| ---- | ---- | ---- | ---- | ---- | ---- | ---- |
| 126  | ↘91  | ↗93  | ↘89  | ↘88  | ↘84  | ↘80  |
| 2017 | 2018 |      |      |      |      |      |
| ↘76  | ↘70  |      |      |      |      |      |